# Лукашевич, Иосиф Игнатий
Иосиф Игнатий Лукашевич (лит. Juozapas Ignotas Lukaševičius; 6 сентября 1789, Жежмаряй или Вильна — 3 января 1850, Варшава) — российский художник литовского происхождения.

## Биография
Иосиф Игнатий Лукашевич родился в 1789 году в литовском городе Жежмаряй в дворянской семье Теодора Юзефа Лукашевича (1747–1805) и его жены Катажины Зофии Марианны Лукашевич, урожденной Барановской (1765–1843). Старший брат историка Юзефа Лукашевича.
Учился в Императорском Виленском университете, но после занятия Вильны Наполеоном в ходе Отечественной войны вступил в ряды польской гвардии (3-й Литовский гвардейский уланский полк) под начальство полковника Яна Конопки, который позднее был разгромлен под Слонимом и сдался в плен генералу Русской императорской армии Г. А. Дячкину. 

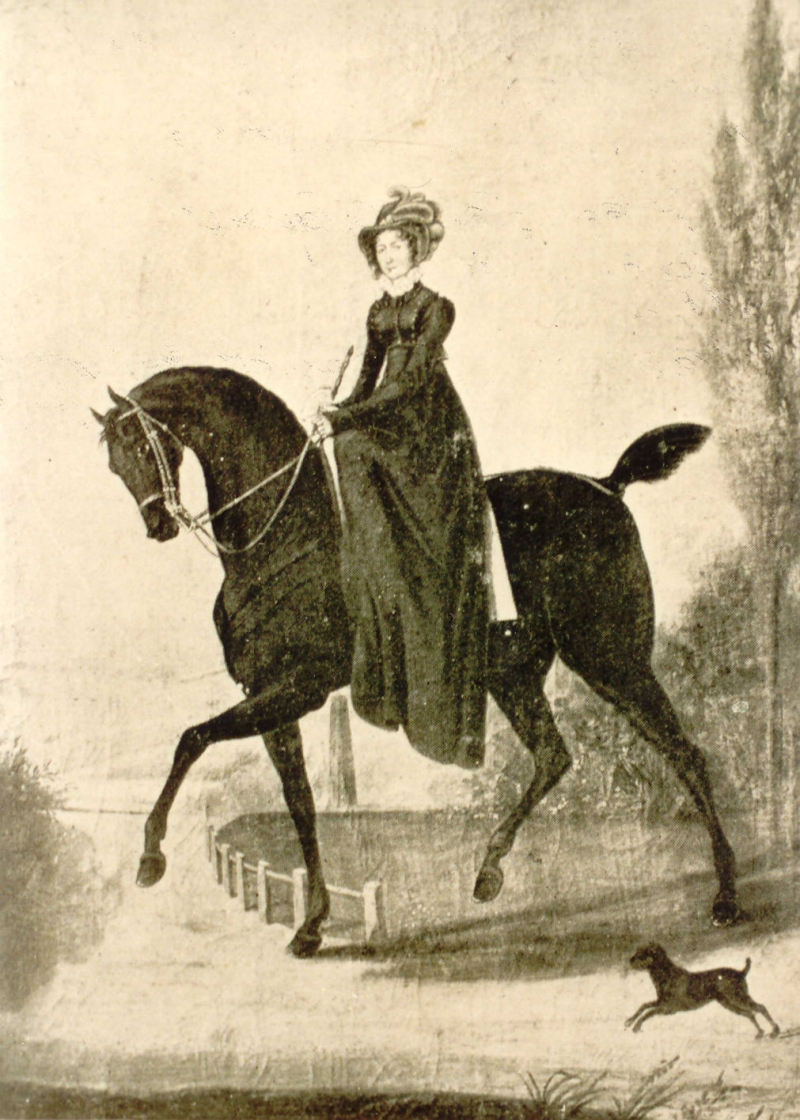
Жанетта Грудзинская
(рисунок ≈ 1820 года)

Вместе с остатками армии Наполеона Лукашевич ушёл за границу, но вскоре, по состоянию здоровья, должен был оставить военную службу и, вернувшись в 1817 году в Варшаву, занялся изучением живописи в столичной Академии изящных искусств. 
За швейцарский пейзаж, появившийся на выставке в Варшаве в 1819 году, Лукашевич был награждён золотой медалью, и эта картина обратила на художника внимание великого князя Константина Павловича. Он поручил Лукашевичу написать несколько картин, изображавших польское войско, и, оставшись доволен работой, сделал его своим придворным живописцем. 
Картины и портреты, писанные Лукашевичем, украшали залы в дворцах цесаревича, в Варшаве и в Санкт-Петербурге. После 1831 года часть этих картин из Бельведерского замка переведена была в Петербургскую картинную галерею, но в 1856 году все они опять были водворены на прежние места. Они изображают главным образом сцены из военного быта и польских военных различных родов войск. Две из них, изображающие смотр, произведенный польским войскам императором Александром I в 1824 году и сборный лагерь под Повонзками, появились на Варшавской картинной выставке 1825 года. Лукашевич писал и на религиозные темы, а также был востребованным мастером портрета. 
Иосиф Игнатий Лукашевич скончался в 1850 году в городе Варшаве и был похоронен на кладбище Старые Повонзки.